# Bernard Schultze
Pour les articles homonymes, voir Schultze.
Bernard Schultze, né le 31 mai 1915 à Schneidemühl (Piła), dans la province de Posen, et mort le 14 avril 2005 à Cologne, est un peintre allemand.
C'est un représentant du mouvement artistique informel.

## Biographie

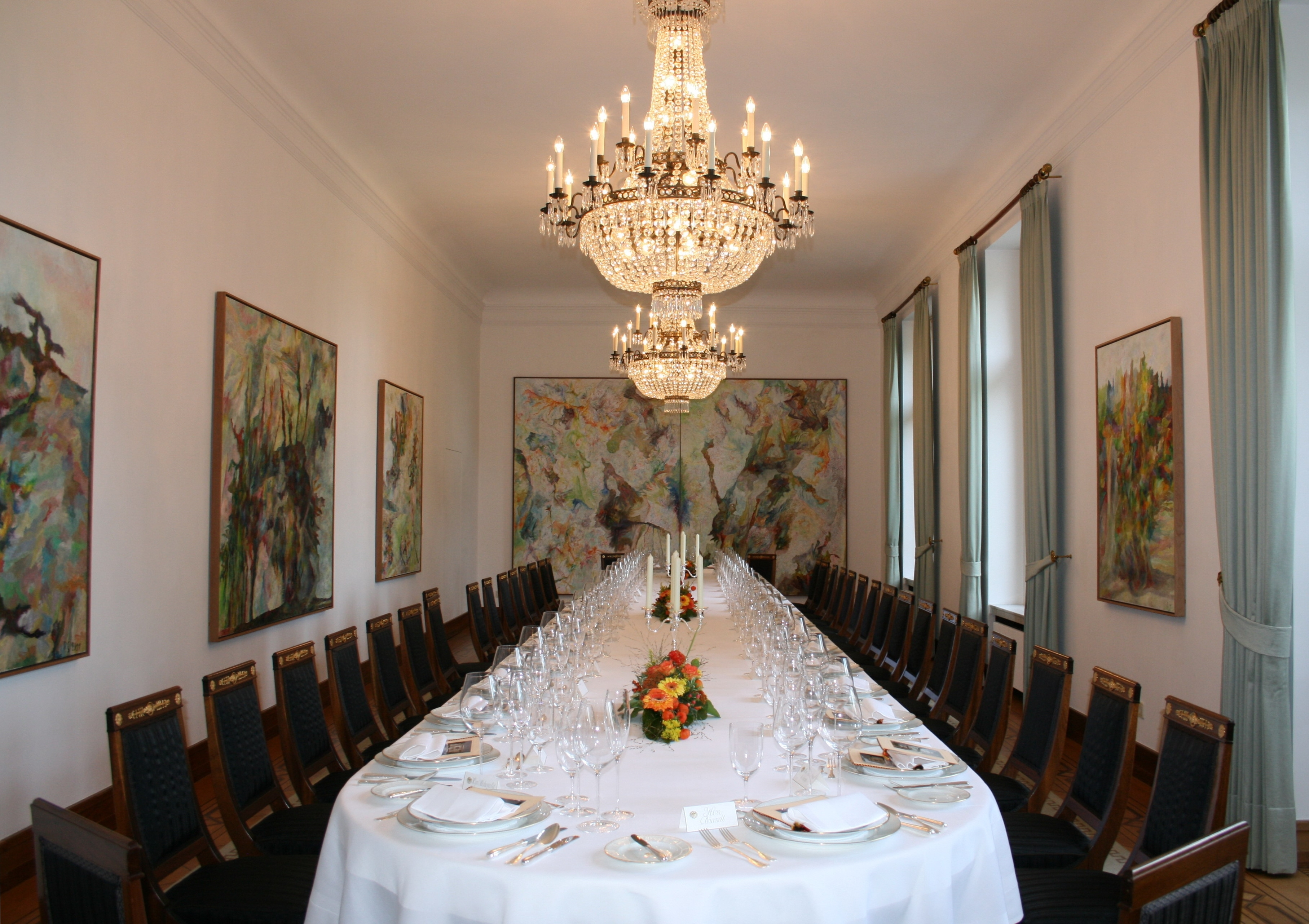
Plusieurs de ses œuvres sont exposées dans la salle à manger de la Villa Hammerschmidt à Bonn.

Bernard Schultze est l'un des grands peintres abstraits allemands de la seconde moitié du XXe siècle.
Ses premières œuvres sont détruites par un raid aérien sur Berlin.
En 1952, il fonde avec Karl Otto Götz, Otto Greis et Heinz Kreutz le groupe d'artistes Quadriga, le groupe central de la peinture informelle allemande.
Il est enterré au Melaten-Friedhof de Cologne.